# 淳祐
淳祐（1241年—1252年）是宋理宗趙昀的第五个年号。南宋使用这个年号共12年。

## 改元
- 嘉熙四年——十月三日，有詔明年改元淳祐。[2][3][4]
- 淳祐十二年——九月一日，有詔明年改元寶祐。[5][6][7]

## 紀年對照表
| 淳祐 | 元年   | 二年   | 三年   | 四年   | 五年   | 六年   | 七年   | 八年   | 九年   | 十年   |
| ---- | ------ | ------ | ------ | ------ | ------ | ------ | ------ | ------ | ------ | ------ |
| 公元 | 1241年 | 1242年 | 1243年 | 1244年 | 1245年 | 1246年 | 1247年 | 1248年 | 1249年 | 1250年 |
| 干支 | 辛丑   | 壬寅   | 癸卯   | 甲辰   | 乙巳   | 丙午   | 丁未   | 戊申   | 己酉   | 庚戌   |
| 淳祐 | 十一年 | 十二年 |        |        |        |        |        |        |        |        |
| 公元 | 1251年 | 1252年 |        |        |        |        |        |        |        |        |
| 干支 | 辛亥   | 壬子   |        |        |        |        |        |        |        |        |

## 同期存在的其他政权年号
- 中國
  - 道隆（1239年－1251年）：大理—段祥興之年號
  - 天定（1251年－1254年）：大理—段興智之年號
- 越南
  - 天應政平（1232年－1254年）：陳朝—陳太宗之年號
- 日本
  - 仁治（1240年－1243年）：四條天皇之年號
  - 寬元（1243年－1247年）：後嵯峨天皇與後深草天皇之年號
  - 寳治（1247年－1249年）：後深草天皇之年號
  - 建長（1249年－1256年）：後深草天皇之年號

## 参看
- 中国年号索引

## 深入閱讀
- 李崇智. . 北京: 中華書局. 2004年12月. ISBN 7101025129.
- 鄧洪波. . 臺北: 國立臺灣大學東亞經典與文化研究計劃. 2005年3月  [2021-11-21]. ISBN 9789860005189. （原始内容 (pdf)存档于2007-08-25）.

| 前一年號： 嘉熙 | 南宋年號 | 下一年號： 宝祐 |